# Mens Sana Basket 1977-1978
La Mens Sana Basket Siena 1977-1978, sponsorizzata Sapori, ha preso parte al campionato professionistico italiano di pallacanestro di Serie A1.

## Roster
| Giocatori |
| --------- |

|  | Naz.                   | Ruolo | Sportivo             |  |  |  |  |
|  | ---------------------- | ----- | -------------------- |  |  |  |  |
|  | Stati Uniti (bandiera) | G     | George Bucci         |  |  |  |  |
|  | Italia (bandiera)      |       | Giancarlo Bacci      |  |  |  |  |
|  | Italia (bandiera)      | AG    | Fabio Giustarini (C) |  |  |  |  |
|  | Italia (bandiera)      | AG    | Carlo Dolfi          |  |  |  |  |
|  | Stati Uniti (bandiera) | C     | Eric Fernsten        |  |  |  |  |
|  | Italia (bandiera)      | C     | Enrico Bovone        |  |  |  |  |
|  | Italia (bandiera)      | G     | Roberto Quercia      |  |  |  |  |
|  | Italia (bandiera)      | P     | Alberto Ceccherini   |  |  |  |  |
|  | Italia (bandiera)      |       | Stefano Ranuzzi      |  |  |  |  |
|  | Italia (bandiera)      |       | Stefano Manneschi    |  |  |  |  |

| Staff tecnico                 |
| ----------------------------- |
| Allenatore: Ezio Cardaioli    |
| Assistente: Roberto Morrocchi |

| Giocatori acquistati e ceduti a stagione in corso |
| ------------------------------------------------- |